# Euryglossa aureopilosa
Euryglossa aureopilosa är en biart som beskrevs av Rayment 1935. Euryglossa aureopilosa ingår i släktet Euryglossa och familjen korttungebin. Inga underarter finns listade i Catalogue of Life.

## Bildgalleri

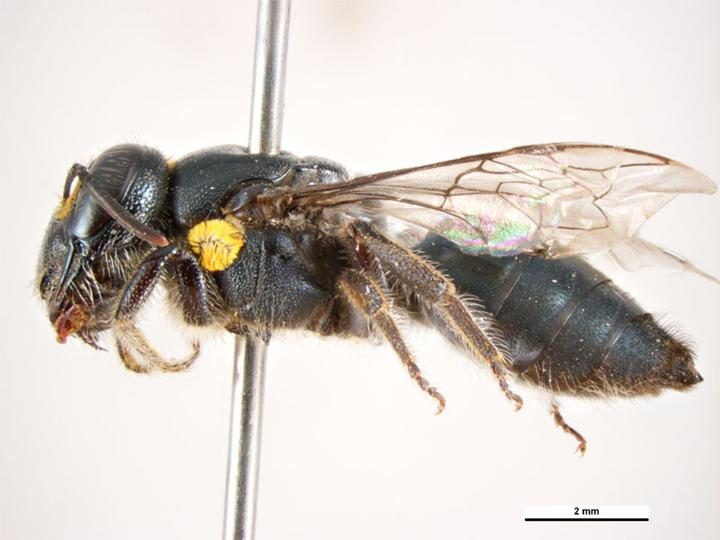